# Mecatepec (Guerrero)
Mecatepec es una localidad del estado mexicano de Guerrero. Es parte del municipio de Tecoanapa.

## Toponimia
El nombre «Mecatepec» proviene de los términos en náhuatl: mecatl, mecate o cuerda hecha de maguey; tepetl, cerro. Su significado es «cerro del mecate».

## Demografía
| Gráfica de evolución demográfica |
|                                  |

| Censo | Población |
| ----- | --------- |
| 1900  | 175       |
| 1910  | 185       |
| 1921  | 201       |
| 1930  | 236       |
| 1940  | 223       |
| 1950  | 317       |
| 1960  | 400       |
| 1970  | 609       |
| 1980  | 799       |
| 1990  | 860       |
| 2000  | 962       |
| 2010  | 985       |
| 2020  | 1 036     |